# Bergsebra nationalpark
Bergsebra nationalpark ligger i Östra Kapprovinsen i Sydafrika nära staden Cradock. Nationalparken inrättades 1937 för att skydda den minskade populationen av bergsebran (Equus zebra). I skyddsområdet lever ungefär 700 individer av arten.
Andra typiska djur i parken är jordsvin, gepard, afrikansk buffel, paradistrana och rostnackad trapp. Året 2013 återinfördes dessutom lejon som hade saknats i området under de gångna 130 åren.